# Ийрад
Окръг Ийрад (на английски: Erath County) е окръг в щата Тексас, Съединени американски щати. Площта му е 2823 km², а населението - 33 001 души (2000). Административен център е град Стивънвил.